# 江牧岳
江牧岳（1915年11月—2012年1月24日），原名蒋桂锐，曾用名蒋慕岳，男，四川蓬安人，中国新闻工作者，曾任中国日报社社长，中华全国新闻工作者协会书记处书记，第五届全国人大代表。